# Hemistola efformata
Hemistola efformata är en fjärilsart som beskrevs av W. Warren 1893. Hemistola efformata ingår i släktet Hemistola och familjen mätare. Inga underarter finns listade i Catalogue of Life.